# Aschoff Solar
Aschoff Solar là một doanh nghiệp Đức cung cấp giải pháp điện mặt trời và nước nóng từ năng lượng mặt trời. Công ty có văn phòng đại diện tại Trung Quốc và các đối tác ở 9 nước khác trên thế giới.
Lĩnh vực hoạt động chính của công ty là cung cấp các giải pháp về nhiệt, đặc biệt ứng dụng rộng rãi trong các ngành công nghiệp yêu cầu sử dụng nước nóng, thường gặp nhất ở các nước Đông Nam Á.
Ngoài ra Aschoff Solar còn cung cấp các hệ thống điện mặt trời nối lưới và không nối lưới.
Trụ sở chính của công ty đặt tại thành phố Petersaurach của Đức.

## Lịch sử
Công ty Aschoff Solar được thành lập vào năm 2010 . Cùng năm, quy trình lắp đặt hệ thống nhiệt mặt trời ở một công ty thuộc da tại Việt Nam đã được tiến hành.
Năm 2011 hệ thống nhiệt mặt trời cho công ty thuộc da ở Thái Lan và 1 công ty sản xuất đồ chơi bằng tre ở Trung Quốc cùng với hệ thống quang điện tại một nhà trẻ ở Đức cũng được lắp đặt.
Năm 2012, thêm 2 dự án nhiệt mặt trời tại một công ty thuộc da của Trung Quốc ở Việt Nam  và một công ty sản xuất quần áo Jeans cùng với dự án quang điện cho 1 công ty sản xuất máy móc của Ý đã hoàn thành.
Năm 2013, việc lắp ráp hệ thống nhiệt mặt trời tại các công ty thuộc da ở Thái Lan và Kenya được hoàn tất. Tại Việt Nam một hệ thống quang điện cũng được đưa vào xây dựng cho một nhà sản xuất dụng cụ thể thao.
Từ năm 2011, Aschoff Solar trở thành thành viên của Hiệp hội các công ty da (LWG), đây là một tổ chức của các công ty sản xuất giày và thuộc da hoạt động với tiêu chí tạo ra một môi trường tiêu chuẩn thống nhất
Kể từ ngày thành lập, Aschoff Solar đã xuất hiện tại rất nhiều triển lãm về lĩnh vực năng lượng tái tạo cũng như tham gia vào các diễn dàn và hội thảo trên thế giới.

## Sản phẩm/ Ứng dụng
-	Hệ thống nước nóng năng lượng mặt trời bao gồm 2 gói:
- PRIME
- PRIME PLUS
-	Ứng dụng hệ thống nước nóng năng lượng mặt trời trong công nghiệp:
- Gia nhiệt nước cấp cho nồi hơi
- Hỗ trợ hệ thống nước 
- Hỗ trợ các hệ thống chu kỳ kín
- Gia nhiệt cho các bể nhúng, mạ thiết bị
-	Hệ thống điện mặt trời:
- Hệ thống nối lưới 
- Hệ thống không nối lưới

## Các giải thưởng
- Giải Founder 2013[4]
- Giải Bavaria Export 2012
- Giải DEDE Thái Lan 2011